# 데이비드 에이어
데이비드 에이어(영어: David Ayer, 1968년 1월 18일 ~ )는 미국의 영화 감독, 각본가이다. 대표 감독 작품으로는 《스트리트 킹》, 《사보타지》, 《엔드 오브 왓치》, 그리고 《퓨리》가 있다.

## 생애
데이비드 에이어는 일리노이주의 섐페인에서 태어났고 블루밍턴, 베서스다를 거쳐 자라났다. 에이어의 가정은 유복하지 않았다. 아버지는 일찍 돌아갔고 어머니는 그를 쫓아냈다. 그래서 에이어는 사촌과 함께 로스앤젤레스에서 살며 힘든 청소년기를 보냈다. 이후 에이어는 해군에 잠수부로 지원하였다.
배우 샤이아 러버프의 언급에 따르면, 에이어는 독실한 기독교도라고 한다.

## 작품 목록

### 영화
| 연도 | 제목                                 | 역할             |
| ---- | ------------------------------------ | ---------------- |
| 2000 | U-571                                | 각본             |
| 2001 | 트레이닝 데이 Training Day           | 각본, 제작       |
| 2001 | 분노의 질주 The Fast and the Furious | 각본             |
| 2002 | 다크 블루 Dark Blue                  | 각본             |
| 2003 | S.W.A.T. 특수기동대 S.W.A.T.         | 각본             |
| 2005 | 하쉬 타임 Harsh Times                | 감독, 각본, 제작 |
| 2008 | 스트리트 킹 Street Kings             | 감독, 각본, 제작 |
| 2012 | 엔드 오브 왓치 End of Watch          | 감독, 각본, 제작 |
| 2014 | 사보타지 Sabotage                    | 감독, 각본, 제작 |
| 2014 | 퓨리 Fury                            | 감독, 각본, 제작 |
| 2016 | 수어사이드 스쿼드 Suicide Squad      | 감독, 각본       |